# Michel Graillier
Michel Graillier (Lens, 18 oktober 1946 – Parijs, 11 februari 2003) was een Franse jazzpianist.

## Biografie
Van vier tot achttien jaar studeerde Grallier klassieke piano in Lens, Frankrijk. Tijdens zijn jeugd werkte hij als drummer bij de amateur yéyé-groep Les Chaps. Na enkele voorbereidende lessen schreef hij zich in aan de technische school aan de ISEN in Lille, waar hij de bassist Didier Levallet leerde kennen, die hem introduceerde in de jazz. In 1968 verhuisde hij met een diploma elektrotechniek naar Parijs. Hij speelde in clubs, met name in de Caméléon, in een trio met Aldo Romano en Jean-François Jenny-Clark. Hij maakte zijn eerste opname in 1969 met Steve Lacy. Drie jaar lang begeleidde hij violist Jean-Luc Ponty. Zijn eerste album voor Agartha Records verscheen in 1970, waarop hij werd begeleid door Alby Cullaz en Bernard Lubat. In hetzelfde jaar nam hij Pianos Puzzle op met Georges Arvanitas, René Urtreger en Maurice Vander. Vanwege persoonlijke problemen trok hij zich een tijdje terug uit het optreden.
In 1972 werd hij uitgenodigd door drummer Christian Vander om piano te spelen in zijn band Magma, wat hij twee jaar deed. Daarna speelde hij met Christian Escoudé, François Jeanneau en anderen. Hij was enkele jaren de vaste pianist bij de club Riverbop. Hier kreeg hij de kans om in Parijs met Amerikanen te spelen die op tournee waren, zoals Philly Joe Jones en Steve Grossman. Hij trad op in de club Dréher in Parijs en op Magnetic Terrasse, meestal in trio met Alby Cullaz en Christian Vander, maar ook met Barney Wilen en Jacques Pelzer. In 1977 stelde saxofonist en fluitist Jacques Pelzer, wiens dochter Micheline getrouwd was met Graillier, hem voor aan Chet Baker. De volgende tien jaar vergezelde Graillier Baker. Daarnaast speelde hij met Éric Le Lann, Philip Catherine, Jacques Thollot, Richard Raux, Jean-Pierre Debarbat, Alain Jean-Marie, Paolo Fresu en Pharoah Sanders. Hij trad regelmatig op in duo met bassist Riccardo Del Fra en in trio met Alby Cullaz en Simon Goubert. In de loop van zijn carrière begeleidde hij de zangers Julos Beaucarne, Jacques Bertin, Maxime le Forestier, Eddy Mitchell, Stéphanie Crawford, Élisabeth Caumont en Stella Vander.

## Stijl
Volgens Graillier werd hij het meest beïnvloed door pianisten Bud Powell, Bill Evans en McCoy Tyner en iets later door Herbie Hancock in het Miles Davis-kwintet. Maar Graillier heeft ook over zijn invloeden gezegd: 
Natuurlijk zijn de invloeden er, maar het is niet de moeite waard erover te praten, ze maken deel uit van de normale evolutie van een muzikant. Een muzikant wil gewoon spelen, ongeacht zijn kennis ervan. Hij is daarom verplicht om de taal te leren die anderen in de loop van decennia hebben ontwikkeld en deze taal wordt in de loop van de tijd steeds begrijpelijker, net zoals een kind leert schrijven. Bovenal is de invloed van de grote pianisten en muzikanten voornamelijk van waarde om iemand te laten zien hoe hij zijn eigen stem kan vinden.

## Overlijden
Michel Grailleur overleed in februari 2003 op 56-jarige leeftijd.

## Onderscheidingen
- 1978: Prix Django Reinhardt Prize of the Académie du Jazz
- 1983: Grand Prix de l'Académie Charles Cros, jazz
- 2000: Grand Prix du Disque
- 2000: Prix Boris Vian de l'Académie du Jazz

## Discografie
- 1970: 1991: Pianos Puzzle (Saravah)
- 1970: Agartha (Saravah)
- 1976: Ad lib (Musica Records)
- 1976: Libra
- 1978: In a Spring Way
- 1979: Toutes ces choses (Open)
- 1981, 1992: Dream Drops (Owl)
- 1991, 2004: Oiseaux de nuit met Alain Jean-Marie (Le Chant du Monde)
- 1991, 2005: Fairly – The Complete Session (Le Chant du Monde)
- 1991: Fairly (Le Chant du Monde)
- 1991, 2005: Portrait in Black and White met Alain Jean-Marie (EmArcy Records)
- 1996, 2006: Sweet Smile (Sketch)
- 2000: Soft Talk (Sketch)

Met Chet Baker
- 1983: Mr. B (Timeless)
- 1983, 1987: At Capolinea (Red)
- 1985: Chet Baker Sings Again (Timeless)
- 1985: Candy (Sonet Records)

- Bibsys: 6073240
- Bibliothèque nationale de France: cb13933290t (data)
- CiNii: DA17307788
- Gemeinsame Normdatei: 135216346
- International Standard Name Identifier: 0000 0001 1471 4723
- Library of Congress Control Number: no00082585
- Nationale Bibliotheek van Letland: 000037904
- MusicBrainz: 9bb97ca2-925b-42fd-956d-f6610129c444
- Nederlandse Thesaurus van Auteursnamen: 073565776
- Réseau des bibliothèques de Suisse occidentale: 02-A003313610
- Système universitaire de documentation: 084290420
- Virtual International Authority File: 44488181
- WorldCat: E39PBJm4XjDmbwKFHGvH6fY773